# Davlós
Davlós är en ort i Cypern.   Den ligger i distriktet Eparchía Ammochóstou, i den nordöstra delen av landet, 60 km nordost om huvudstaden Nicosia. Davlós ligger 137 meter över havet och antalet invånare är 389. Den ligger på ön Cypern.
Terrängen runt Davlós är huvudsakligen kuperad, men åt nordost är den platt. Havet är nära Davlós åt nordväst.Trakten runt Davlós är ganska glesbefolkad, med 25 invånare per kvadratkilometer. Närmaste större samhälle är Tríkomo, 15,1 km söder om Davlós. Trakten runt Davlós är i huvudsak ett öppet busklandskap.
Stäppklimat råder i trakten. Årsmedeltemperaturen i trakten är 22 °C. Den varmaste månaden är augusti, då medeltemperaturen är 33 °C, och den kallaste är januari, med 11 °C. Genomsnittlig årsnederbörd är 450 millimeter. Den regnigaste månaden är december, med i genomsnitt 99 mm nederbörd, och den torraste är augusti, med 1 mm nederbörd.